# 雪迷宫
《雪迷宫》是优酷白夜剧场于2024年推出的禁毒题材悬疑电视剧，也是张艺谋监制的首部网络剧，由《无证之罪》的导演吕行执导、《冰雨火》《老九门》的张鸢盎与麦利雅斯编剧，黃景瑜、章宇、王子奇，谢可寅、林博洋、刘润南与赵昱童领衔主演。
该剧自2024年9月3日起在中国中央电视台电视剧频道（央视八套）播出，并由优酷与咪咕视频同步网络播出。
2025年4月28日起逢周一至周五晚上20時30分在香港電台電視頻道《港台電視31》的《國劇830》時段播映。

## 剧情概要
该剧以1998年公安部正式成立禁毒局之前的特殊时期为背景，将故事设定在虚构的东北老工业城市哈岚，讲述缉毒警察将盘踞该市的大型贩毒组织一网打尽的故事。

## 演员阵容

### 主要人物
- 黃景瑜饰演郑北[6]，哈岚市公安局大案一队队长，玻璃厂命案发生后调任缉毒专案组组长。
- 章宇饰演姜小海[6]，哈岚市东铁玻璃厂保安、命案目击者，也是哈岚贩毒头子秦义的干儿子，也是樂樂。
- 王子奇饰演顾一燃[6]，粤东花州警校老师，在哈岚市公安局邀请下加入缉毒专案组协助调查哈岚贩毒链条。
- 谢可寅饰演张雪瑶[6]，专案组成员，散打比赛冠军，人称“疯狗瑶”。
- 林博洋饰演郑南[6]，郑北的妹妹。
- 刘润南饰演赵晓光[6]，大案队刑警，缉毒专案组成员。
- 赵昱童饰演丁国柱[6]，刑事技术科刑警，缉毒专案组的痕检专家。
- 秦俊杰饰演梁嘉驹，外号“小马哥”，制贩冰毒“雪天使”的幕后主使。但其實他只是替身，真正的幕后主使另有其人。
- 练练饰演姜迎紫[6]，姜小海的姐姐，前黑道大佬遗孀，以经营药店作为掩护在哈岚贩售冰毒“雪天使”。
- 关亚军饰演王建民[6]，姜迎紫的第二任丈夫、药厂副厂长。
- 李乃文饰演林智达[7]，万皇大酒店老板。
- 刘威饰演辛铁钢[7]，前刑警队队长、郑北的师父，因伤退居二线。

### 其他人物
- 梁冠华饰演郑父[1]，郑北、郑南的父亲，与妻子经营一家餐馆。
- 丁嘉丽饰演郑母[1]，郑北、郑南的母亲。
- 程雍饰演秦义，义风出租车公司老板，利用出租车贩毒、运毒。
- 刘向京饰演二金，秦义的手下。
- 宋家腾饰演瘦猴，义风出租车公司司机，二金的手下。
- 武强饰演李文龙，姜迎紫的保镖。
- 孙博豪饰演林江，林智达的儿子。
- 車保羅饰演豪哥，粤东毒枭，秦义的生意伙伴。
- 胡亚捷饰演顾父
- 孔琳饰演赵田軍

## 制作
该剧于2023年5月31日正式开机，并在吉林长春、广东佛山和湖南三地取景拍摄，拍摄周期130天。

### 音乐
| 曲序 | 曲目                 |                     | 作曲         | 编曲             | 製作人       | 演唱                     | 备注       |
| ---- | -------------------- | ------------------- | ------------ | ---------------- | ------------ | ------------------------ | ---------- |
| 1.   | 追寻（主题曲）       | 张煜                | 李缤、高小阳 | 李缤             | 高小阳、李缤 | 简单对话                 |            |
| 2.   | 闪亮的日子（插曲）   | 罗大佑              | 罗大佑       | 刘凤瑶、Juno Heo | 刘凤瑶       | 陈楚生                   |            |
| 3.   | 李香兰（插曲）       | 周禮茂              | 玉置浩二     |                  |              | 刘润南                   |            |
| 4.   | 友谊地久天长（插曲） | 罗伯特·彭斯、邓映易 |              |                  |              | 光阴乐队、马天翔、谢雨婷 | 苏格兰民歌 |